# تعرية التربة

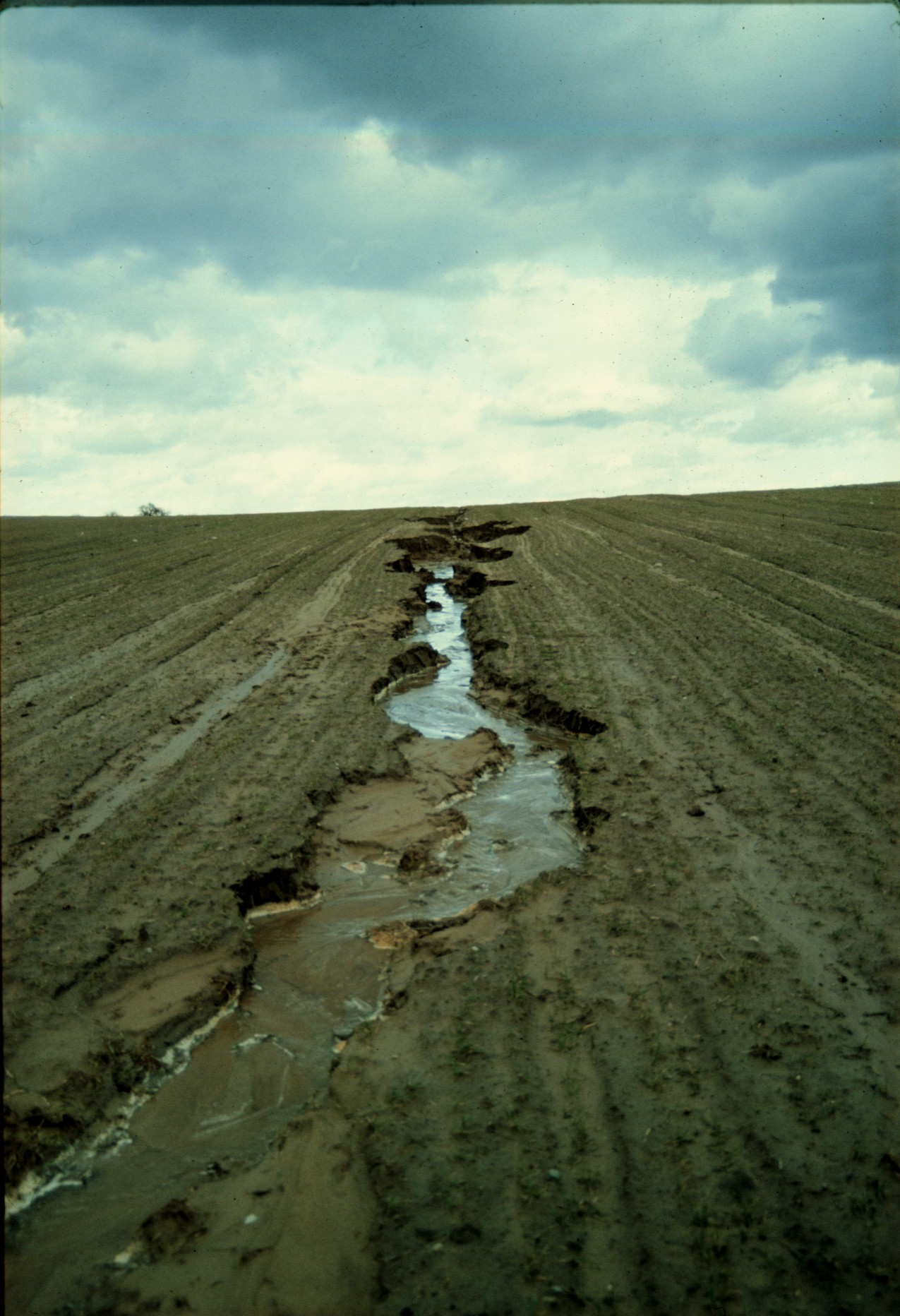
مشهد يبرز تعرية التربة

تعرية التربة هي شكل من أشكال التعرية وتحلل وتدهور التربة التي تحصل بفعل المياه. وهي عملية تحدث بشكل طبيعي على اليابسة، وقد يزيد من أثرها إجراء عمليات الري غير المدروسة.
يسهم كل من الماء والرياح في فقدان تماسك التربة على مرور العام. ويمكن أن تكون العملية بطيئة أو بشكل سريع انحداري.

## اقرأ أيضاً
- تعرية
- تجوية